# Le Petit Lion (série littéraire)
Pour les articles homonymes, voir Le Petit Lion (homonymie).
Le Petit Lion est une série de treize livres pour enfants de l'écrivain français Georges Chaulet, inspirée de la série télévisée d'animation homonyme et publiée entre 1968 et 1979 aux éditions Hachette dans la collection Bibliothèque rose. 

## Liste des titres
- 1968 : Le Petit Lion premier ministre — Illustrations de Pierre Leroy, coll. Nouvelle Bibliothèque rose no 295.

- 1969 : Le Petit Lion et la Source enchantée — Ill. Pierre Leroy, Nouvelle Bib. rose no 318.

- 1969 : Le Petit Lion se fâche — Ill. Pierre Leroy, Nouvelle Bib. rose no 328.

- 1970 : Le Petit Lion astronaute — Ill. Pierre Leroy, Nouvelle Bib. rose no 338.

- 1970 : Le Petit Lion va se marier — Ill. Jeanne Hives, Nouvelle Bib. rose no 363.

- 1971 : Le Petit Lion dans la tempête — Ill. Jeanne Hives, Nouvelle Bib. rose no 389.

- 1972 : Le Petit Lion tourne un grand film — Ill. Jean Sidobre.

- 1973 : Le Petit Lion à l’école — Ill. Jeanne Hives.

- 1974 : Le Petit Lion inventeur — Ill. Jeanne Hives.

- 1975 : Le Petit Lion cow-boy — Ill. Jeanne Hives.

- 1975 : Le Petit Lion grand chasseur — Ill. Jeanne Hives.

- 1976 : Le Petit Lion au palais des merveilles — Ill. Jeanne Hives.

- 1979 : Le Petit Lion et les Sept Pingouins — Ill. Jeanne Bazin.